# GLOW
GLOW（Gorgeous Ladies of Wrestling）は、アメリカの女子プロレス団体。

## 歴史
1986年、プロモーターのデービッド・マクレーンと占星術師のジャッキー・スタローンが設立。北米では初めてとなる女子プロレス団体が誕生。ラスベガスのリヴィエラホテルで試合を収録して後日、テレビ番組として放送する形態を採っていた。
1990年のシリーズ（シーズン4）を終えた後に解散。
2001年に復活して現在に至る。